# حسابداری صنعتی و کاربرد آن در مدیریت
حسابداری صنعتی و کاربرد آن در مدیریت کتابی از حسن سجادی‌نژاد است که در سال ۱۳۶۸ منتشر و در مراسم کتاب سال جمهوری اسلامی ایران به‌عنوان کتاب شایسته تقدیر معرفی شد.